# Філін Олександр Васильович
Олександр Васильович Філін (нар. 25 червня 1996, Сімферополь, УРСР) — український та російський футболіст, захисник бельгійського клубу «Ейпен».

## Життєпис
Вихованець сімферопольської СДЮШОР «Спартак», з 2013 року грав за донецькі «Шахтар» U-19 та «Шахтар-3». Взимку 2015 року залишив «Шахтар-3».
12 лютого 2015 року підписав контракт з клубом «Уфа». 29 жовтня 2015 року в матчі проти «СКА-Енергії» в Кубку Росії дебютував у складі клубу. 3 грудня у виїзному матчі з «Зенітом» дебютував у чемпіонаті Росії. 28 січня було оголошено, що Філін більше не вважається легіонером у чемпіонаті Росії.
Влітку 2017 року вільним агентом перейшов до «Олімпійця».
У червні 2018 року перейшов у «Химок».
22 лютого 2020 року приєднався до клубу російської Прем'єр-ліги «Тамбов» в оренду до завершення сезону 2019/20 років.

## Статистика виступів

### Клубна
Станом на 3 грудня 2015
| Клуб                          | Сезон             | Ліга               | Ліга  | Ліга | Національний кубок | Національний кубок | Єврокубки | Єврокубки | Інші  | Інші | Загалом | Загалом |
| Клуб                          | Сезон             | Дивізіон           | Матчі | Голи | Матчі              | Голи               | Матчі     | Голи      | Матчі | Голи | Матчі   | Голи    |
| ----------------------------- | ----------------- | ------------------ | ----- | ---- | ------------------ | ------------------ | --------- | --------- | ----- | ---- | ------- | ------- |
| «Шахтар-3» (Донецьк)          | 2014–15           | Друга ліга України | 3     | 0    | 0                  | 0                  | 0         | 0         | –     | –    | 3       | 0       |
| «Уфа»                         | 2015–16           | Прем'єр-ліга Росії | 1     | 0    | 1                  | 0                  | –         | –         | –     | –    | 2       | 0       |
| «Уфа»                         | 2016–17           | Прем'єр-ліга Росії | 0     | 0    | 0                  | 0                  | –         | –         | –     | –    | 0       | 0       |
| «Уфа»                         | Загалом           | Загалом            | 1     | 0    | 1                  | 0                  | -         | -         | -     | -    | 2       | 0       |
| «Олімпієць» (Нижній Новгород) | 2017–18           | ФНЛ                | 2     | 0    | 0                  | 0                  | –         | –         | –     | –    | 2       | 0       |
| Усього за кар'єру             | Усього за кар'єру | Усього за кар'єру  | 6     | 0    | 1                  | 0                  | 0         | 0         | -     | -    | 7       | 0       |